# Chiquitano
El chiquitano, chiquito o besɨro és una llengua indígena, originària dels Llanos de Chiquitos i el Chaco bolivià, parlada actualment pels chiquitanos a les províncies de Ñuflo de Chávez, Velasco, Sandoval, Busch, Ichilo i Chiquitos del departament de Santa Cruz, Iténez del departament de Beni, així com en alguns municipis brasilers.
Des de la promulgació del decret suprem núm. 25894 l'11 de setembre de 2000 el besiro és una de les llengües indígenes oficials de Bolívia. Va ser inclòs en la Constitució Política promulgada el 7 de febrer de 2009.

## Ús i distribució
L'avaluació delnombre de parlants varia molt d'una font a una altra. S'estima que hi ha uns 20.000 parlants competents, encara que el grup ètnic chiquitano posseeix entre 47.000 i 60.000 individus. Si es basa en el major nombre, quedaria com la quarta llengua indígena més parlada de Bolívia després del quítxua, l'aimara i el chiriguano.

## Dialectes i variants
Es distingeixen tres grans dialectes del chiquitano:
- el de les zones de Concepción i Lomerío (Ñuflo de Chávez), San Rafael, Santa Ana i Sant José (Velasco);
- el de la zona de San Javierito (Velasco), i
- el de la zona de San Miguel (Velasco), que és el més diferenciat de la resta.[4]

## Estudis i normalització
Es fa servir un alfabet normalitzat per a la seva escriptura i s'han escrit gramàtiques des de l'època colonial. Per exemple, n'hi ha una de 1993, escrita per Jesús Galeote.

## Classificació
Considerada per alguns una llengua aïllada, se l'ha relacionat amb la macrofamilia gê.